# グランド・ビュー・オン・ハドソン

ロックランド郡内の位置

グランド・ビュー・オン・ハドソン（英：Grand View-on-Hudson）は、アメリカ合衆国ニューヨーク州のロックランド郡にある村。人口は272人（2020年）。ハドソン川西岸に位置し、ピアモント、サウス・ナイアックと接している。行政上はオレンジタウンに含まれる。
座標は北緯41度4分6秒 西経73度55分17秒 / 北緯41.06833度 西経73.92139度。